# Lysthus
Et lysthus er oftest en mindre bygning i et have- eller parkanlæg.

## De tidlige lysthuse
I Danmark ser man de første lysthuse i 1500-tallet, hvor den sydeuropæiske renæssancehavekunst for alvor vandt indpas i norden. Blandt fyrster og adelige ønskede man en tættere kontakt til naturen, men oftest var deres borge og slotte opført med krig for øje, hvorfor der var tale om lukkede anlæg omkranset af forsvarsanlæg. Haverne blev derfor ofte anlagt med nogen afstand til boligen, hvorfor behovet for et ly for uvejr eller en skygge for solen meldte sig hurtigt.
De tidligste har sikkert været ret simple af forgængelige materialer, men ret hurtigt fik lysthusene en mere solid karakter. Ofte blev de opført som grundmurede bygninger i flere etager, og de udstyredes med tårne og spir. Og i det indre blev de ofte også udstyret med marmorgulve, stensøjler og anden udsmykning.

## Kongernes lysthuse
Blandt de danske konger er det navnlig Frederik 2., der var begejstret for lysthuse. Ved alle sine slotte, Frederiksborg, Kronborg, Antvorskov, Skanderborg, Haderslevhus og flere andre, opførte han ikke blot et enkelt, men ofte to eller tre lysthuse. De fik ofte navne, således hed flere af kongens lysthuse "Sparepenge". Af Frederik 2.’s lysthuse har vi i dag bevaret to. Ved Kronborg havde han Lundehave, som nogle århundreder senere blev ombygget og udvidet til Marienlyst Slot. Mere velbevaret er Badstuen ved Frederiksborg, der i det ydre fremstår som i 1500-tallet. Det er en nydelig blanding af et legetøj og et virkeligt lille slot, bygget i den bekendte stil med trappetårn med spir, røde mure og sandstensudsmykninger. Kongens lysthuse var ofte indrettet, så man både kunne spise og overnatte i bygningen.
Christian 4. fortsatte hvor faderen slap. Rosenborg opstod således som et forholdsvis beskedent lysthus, der efter gentagne udvidelser snarere må betegnes som et lystslot.

## Adelens lysthuse
De kongelige lysthuse inspirerede også adelen. Det antagelig ældste bevarede lysthus i Danmark er den lille havepavillon Pirkentavl ved Rosenholm. Den er opført omkring 1560 samtidig med slottets ældste fløj. Bygherren var rigsråden Jørgen Ottesen Rosenkrantz, der i sin stilling havde sin faste gang ved hoffet og således er blevet inspireret. Pirkentavl fremstår i ren italiensk renæssancestil og er blevet udnævnt til det første rene renæssancehus i Danmark.
Astronomen Tycho Brahe byggede ikke mindre end to store og fire mindre lysthuse i haven ved Uranienborg på Hven. Sten Brahe opførte et ved Sten Brahe opførte et ved Bregentved, og der kendes flere eksempler.

## Galleri
- Lysthus på Liselund Slot, Møn
- Lysthus på Pederstrup herregård, Lolland